# Zobnatica
Zobnatica (ćir.: Зобнатица, mađ.: Andrásnépe) je naselje u općini Bačka Topola u Sjevernobačkom okrugu u Vojvodini.

## Povijest
U povijesti se prvi put spominje u dokumentu iz 1743. godine kao pustara koja se pripaja Subotici. Prema jednoj teoriji, Zobnatica je dobila ime po zobnici, vreći zobi.
Posjede u Zobnatici imala je bačka hrvatska plemenitaška obitelj Vojnića od Bajše.

## Kultura
- Muzej konjogojstva u Zobnatici iz 1896.
- Muzej kovačnica[3]
- Umjetnička galerija, s 500 radova najboljih srpskih slikara[3]
- Zobnatičke konjičke igre[4]

## Stanovništvo
U naselju Zobnatica živi 309 stanovnika, od čega 250 punoljetana stanovnika s prosječnom starosti od 41,0 godina (39,4 kod muškaraca i 42,7 kod žena). U naselju ima 110 domaćinstva, a prosječan broj članova po domaćinstvu je 2,73.
Prema popisu iz 1991. godine u naselju je živjelo 388 stanovnika.
| Etnički sastav 2002. |            |        |
| Narod                | Stanovnika |        |
| Mađari               | 194        | 62,78% |
| Srbi                 | 72         | 23,30% |
| Jugoslaveni          | 15         | 4,85%  |
| Hrvati               | 10         | 3,23%  |
| Slovenci             | 3          | 0,97%  |
| Crnogorci            | 1          | 0,32%  |
| Bunjevci             | 1          | 0,32%  |
| nepoznato            | 2          | 0,64%  |

| broj stanovnika | 1042  | 691   | 927   | 829   | 573   | 388   | 309   |
|                 | 1948. | 1953. | 1961. | 1971. | 1981. | 1991. | 2001. |

## Gospodarstvo
- ergela Zobnatica, prvu veću ergelu u Bačkoj otvorio je u Zobnatici 1779. godine veleposjednik Ilija Vojnić od Bajše[7]
- Poljoprivredno turistički kompleks Zobnatica

## Znamenitosti
- kasnoklasicistički kaštel u Zobnatici iz 1878.[8]/1882. godine, renoviran 2012., koji je dao sagraditi spahija Gyula Törley (brat osnivača tvornice pjenušca Törley u Budimpešti, Jozsefa Törleya), pod zaštitom Zavoda za zaštitu spomenika kulture Vojvodine[9][10][11]
- vjetrenjača,[12]  izgrađena je prije nekoliko godina uz akumulacijsko jezero Zobnatica

## Vanjske poveznice
- Zobnatica  Arhivirana inačica izvorne stranice od 2. srpnja 2013. (Wayback Machine)
- Karte, položaj vremenska prognoza[neaktivna poveznica]
- Satelitska snimka naselja
- Panoramio  Arhivirana inačica izvorne stranice od 11. listopada 2016. (Wayback Machine) Vjetrenjača u Zobnatici